# کوودا دوژا
کوودا دوژا (به لهستانی:  Kłoda Duża) یک روستا در لهستان است که در گمینا زالشه واقع شده‌است.